# Epinotia hesperidana
Epinotia hesperidana is een vlinder uit de familie bladrollers (Tortricidae). De wetenschappelijke naam voor deze soort is voor het eerst geldig gepubliceerd in 1921 door Kennel.
De soort komt voor in tropisch Afrika.